# 박홍석
박홍석은 롯데 자이언트에서 창단 멤버로 뛴 전 야구 선수다. 대건고등학교를 졸업했다.

## 같이 보기
- 1976년 롯데 자이언트 시즌